# Єдді Гюмбез
Єдді Гюмбез (азерб. Yeddi GümbəzYeddi Gümbəz) — сім куполів, або сім гробниць) — цвинтар і група мавзолеїв, усипальниць ширванських ханів, розташованих у 1,5 км на захід від міста Шемахи, в Азербайджані. Збереглися чотири мавзолеї. Кладовище «Єдді Гюмбез» знаходиться на пагорбі за 200 м на південь від кладовища Шахандан. Ім'я кладовище отримало від семи мавзолеїв над могилами шемахинських ханів XVIII—XIX ст.

## Історія
Найдревніший мавзолей зі збережених датується 1810 роком, про що говорить напис, викарбуваний над входом у мавзолей. У плані мавзолеї мають восьмигранну форму. Внутрішні грані оброблені нішами, які перекриті напівкуполами стрілчастої форми. Восьмигранники в плані з допомогою кутових тромпів зі сталактитами переходять в шістнадцатигранники, а потім за допомогою кутових розеток переходять в окружності куполів. Мавзолеї як всередині, так і зовні облицьовані білим каменем.
У трьох з чотирьох збережених мавзолеїв (№ 1, 3 і 4) над входами висічені написи. На мавзолеї під № 4 1810 року зазначено також ім'я майстра-будівельника Таги. У шести мавзолеях були виявлені в цілому 22 могили, з яких на 18 надгробках у формі саркофагів і стел висічені написи з датою. Написи називають імена правителів та окремих державних діячів XIX століття і членів їх сімей. Мавзолей же під номером 5 повністю зруйнований.
Мавзолей № 7 належить родині останнього ширванського хана Мустафа-хана. Тут поховані син Мустафа-хана Азад-хан і дочка Нух-бека (судячи з того, що вони поховані в одному мавзолеї, історик Сима Керимзаде передбачає наявність спорідненості між ними). На підставі наявних датувань могил всередині мавзолею, Керимзаде припускає, що він зведений в 1865-1867 рр.
На цвинтарі похований поет-сатирик XIX-початку XX ст. Мірза Алекпер Сабір.
На території кладовища зустрічалася закавказька гюрза.